# ビロード革命
ビロード革命（ビロードかくめい、チェコ語: sametová revoluce、チェコ語発音: [ˈsamɛtovaː ˈrɛvolut͡sɛ]、英語: Velvet Revolution）は、1989年11月17日にチェコスロバキア社会主義共和国で勃発し、当時のチェコスロバキア共産党による全体主義体制を倒した民主化革命である。スロバキアでは静かな革命（スロバキア語: nežná revolúcia、英語: Gentle Revolution）と呼ぶ。
この革命は、1か月後のルーマニア革命のように大きな流血に至る事態は起こらなかったことから、軽く柔らかなビロード（ベルベット）の生地にたとえて名付けられた。

## 概要
第二共和国時代の1939年11月17日、ドイツによるチェコ占領に反対するデモがドイツ軍によって鎮圧され、学生9人が死亡した「大学閉鎖事件」が発生し、第二次世界大戦後のチェコスロバキアではこの日を「国際学生の日」として祝日としていた。事件から50周年にあたる1989年11月17日、プラハで反体制学生デモが実行され、これを治安部隊が鎮圧したことを発端とし、これに抗議し民主化を求める国民の大規模なデモが同年12月にかけて発生。チェコスロバキア共産党の幹部総辞職による共産党政権崩壊と非共産党政権への平和的移行が行われた一連の出来事を指す。
チェコスロバキア共産党による11月28日の政権独占放棄および一党独裁制解消の公表と、11月30日の連邦議会によるチェコスロバキア社会主義共和国憲法からの一党独裁条項削除を経て、同年12月末のアレクサンデル・ドゥプチェク連邦議会議長・ヴァーツラフ・ハヴェル大統領就任をもたらした。
さらにこの体制転換を契機に進められた、連邦を構成するチェコ、スロバキア両共和国への大幅な権限委譲が背景となり、1993年1月1日の連邦制解消につながった(ビロード離婚)。

## 前史

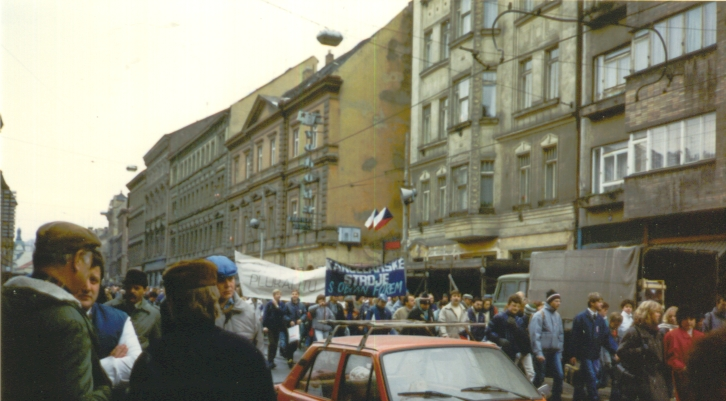
11月17日に発生した反体制派学生と警官隊との衝突事件を契機に、プラハ市内では連日民主化を求める大規模なデモが続いた（プラハ市シュテファニコヴァー通、1989年11月17日）

チェコスロバキアでは、チェコスロバキア共産党第一書記のアレクサンデル・ドゥプチェクを中心とした改革運動「プラハの春」が、ソビエト連邦を中心としたワルシャワ条約機構の軍事介入で潰された1969年以降、グスターフ・フサークの下で「正常化」路線が進められ、改革派の共産党員除名や反体制派とみなされた国民が職場からの追放が行われた。また、1977年1月に憲章77を発表したグループに関わった知識人は、内務省国民保安隊（SNB : Sbor národní bezpečnosti）の秘密警察機関、国家保安部（StB : Státní bezpečnost）による弾圧を受けた。
この間、チェコスロバキア国民の生活水準は、他の東欧諸国より恵まれていたとはいえ、東欧市場の停滞の影響を受けて西側諸国に比べ低い状態が続いていたため、国民の間では不満が高まっていた。
1985年、ソビエト連邦のペレストロイカ開始を受け、チェコスロバキアでも改革の機運が高まり始めた。フサークは当初、表面上改革開放路線を支持しつつも、国内では強権的な姿勢を崩さなかった。フサークは1987年、党第一書記職をミロシュ・ヤケシュに譲り、省庁が持っていた企業経営権を企業側に移す国営会社の国有会社化など、一定程度の経済改革と民主化を認める方向を打ち出したものの、フサークは大統領として引き続き実権を握り、国内の体制維持と反体制派の弾圧・検挙を続けた。
しかし1989年8月19日、既に民主化を進めていたハンガリーで汎ヨーロッパ・ピクニックが成功すると、オーストリアに隣接するチェコスロバキアにも西ドイツへの越境を求める東ドイツ市民が大量に流れ込み、プラハ市民は西ドイツ大使館内にあふれる数千人の東ドイツ市民を目撃するようになった。10月18日、東ドイツで強権的な体制を敷いていたエーリッヒ・ホーネッカードイツ社会主義統一党書記長が失脚したことを受け、チェコスロバキア当局は東ドイツとの関係悪化におびえながらも、11月3日には西ドイツの求めに応じ、東ドイツ市民の西側への輸送を開始した。
ハンガリーに続いてチェコスロバキアが「鉄のカーテン」の撤去に踏み切ったことで、11月9日には冷戦の象徴だったベルリンの壁が崩壊した。その後11月16日までには、チェコスロバキア周辺のほとんどの共産党国家が、共産党一党独裁支配を放棄し始めた。
チェコスロバキア国民は、これら一連の動きを国内外のテレビ放送を通じてすべてリアルタイムで把握しており、反体制派の市民らは民主化デモの準備を進めた。このうちプラハ市内の大学生でつくる「独立学生協会ストゥハ」（Nezávislé studentské sdružení STUHA）の急進派学生たちは、1939年にドイツによる占領への抗議デモに参加しドイツ軍に殺害されたカレル大学学生を追悼する祝日「国際学生の日」（11月17日）の50周年記念日を狙い、正規の追悼デモを主催するチェコスロバキア共産党の青年組織・チェコスロバキア社会主義青年同盟（SSM）のプラハ市委員会とも秘密裏に連携し、反体制デモの実施を計画した。

## 経緯

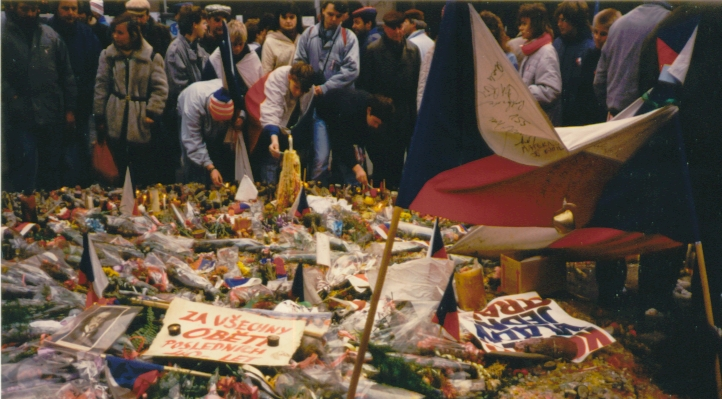
ヴァーツラフ広場で花束をささげる群集

### 1989年11月16日
- 国際学生日の前夜、スロバキアの高校生・大学生がブラチスラヴァ中心部でデモ行進を実施。スロバキア共産党は事前に軍を通してデモ隊に対して警告を行っていたが、デモ自体は平和的に行われた。最終的に学生の代表団がスロバキア政府教育省を訪れて民主化を求める要請を行ったあと、広場で公開討論会を開いた。

### 1989年11月17日
- 国際学生日当日の午前8時、フランティシェク・キンツル内務相は国内の秩序維持のための緊急指令を発令した。午後3時40分にはカレル大学などがあるプラハ市アルベルトフ地区に500人から600人の学生が集結した。
- 午後4時、50年前にドイツ軍の犠牲となった学生ヤン・オプレタルを追悼する社会主義青年同盟主催のデモ行進がプラハのカレル大学医学部前で始まった。デモ隊には準備を進めていたストゥハの学生たちが合流し、午後4時までに約1万5000人規模（5万人との説もある）に拡大。学生たちはチェコスロバキア国旗を掲げて民主化を参加者に呼びかけた上、さらにろうそくを掲げてプラハ旧市街に行進した。
- デモ隊が市中心部のヴァーツラフ広場に向かい始めたため、通常警察機関である国民保安隊公安部（VB : Veřejná bezpečnost）は市街地各所を封鎖し、プラハ国立劇場近くのナロードニ通りでデモ隊1万人を包囲。午後7時30分ごろ、内務省軍事局特殊目的部（OZU : Odbor zvláštního určení správy vojsk ministerstva vnitra）がデモ隊に対して警棒で攻撃し、強制的に解散させた。民主化勢力の「独立医療委員会」は後に、この衝突で学生ら568人が負傷したと発表した。デモ隊への攻撃を指揮した特殊目的部の中佐ら隊員3人は後に公務員陵虐罪で訴追され、懲役1年の判決を受けた。
- 衝突直後、現場では学生に扮してデモ隊に潜入していた秘密警察機関の国民保安隊国家保安部（StB）のルドヴィーク・ジフチャーク中尉が路上で死人のようなポーズを取ってしばらく横たわり続けたため（後の調査では精神的緊張と思われる理由で失神していたとされている）、「学生死亡」の噂が市民に広まり、民主化デモの拡大に拍車をかけることになった。
- デモに参加した学生の一部はプラハ国立劇場に逃げ込み、警官隊の介入で学生が死亡したと聞いた同劇場の演劇俳優らは、学生を支援するストライキに突入することを決めた。

### 1989年11月18日

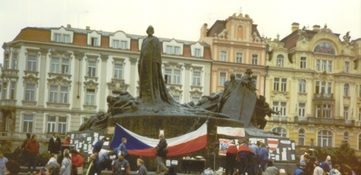
1989年11月18日のプラハ

- 学生2人がラジスラウ・アダメッツ首相の私邸を訪問し、前夜ナロードニ通りで発生した警官隊との衝突事件の模様を首相に伝えた。
- 国家舞台芸術アカデミーの学生が主導する形でプラハ市内の学生がストライキに突入し、ストは全国の大学にも波及した。プラハでは、学生たちが国立劇場の職員や演劇俳優とともに市民に対して民主化を訴え、手製のポスターや壁新聞が市内各所に出現した。
- 自由ヨーロッパ放送は同日夜、前日発生したナロードニ通りでのデモ隊と警官隊の衝突で、20歳の男子学生マルチン・シュミード（Martin Šmíd）が警官隊に殺害されたと伝え、多くの市民に民主化デモへの参加を促すきっかけとなった。
- 同日付のチェコスロバキア共産党機関紙「ルデ・プラボ」は「正常化」後初めて、1968年のプラハの春を再評価する党論評を発表した。

### 1989年11月19日
- ブラチスラヴァ、ブルノ、オストラヴァなどの地方都市の国立劇場が、プラハに続いてストライキに突入。芸術文化同盟の会員もストライキに加わった。
- 反体制グループのメンバーがアダメッツ首相と会談し、警官隊の介入による市民の死傷者をこれ以上増やすことがないよう要請した。
- スロバキアでは芸術家や科学者、教師などおよそ500人が午後5時からブラチスラヴァで会合を開いて反体制派の合議組織「暴力に反対する公衆」（Verejnosť proti násiliu：VPN）を結成し、学生に対する当局の攻撃を非難した。その5時間後、プラハでもヴァーツラフ・ハヴェルら憲章77のメンバーや反体制組織が会合を開いて反体制派の合議組織「市民フォーラム」（Občanské fórum：OF）を結成。政府に対して、17日の衝突事件に関わる当局側責任者の処分およびすべての政治犯事件についての再調査を要求した。
- 国営チェコスロバキアテレビ（ČST）は、自由ヨーロッパ放送などによって死亡説が流れた大学生マルチン・シュミード本人にインタビューを行い、映像を放送して死亡説を否定したが、映像や音声の質の悪さがさらに市民の憶測を呼ぶ結果を招いた。

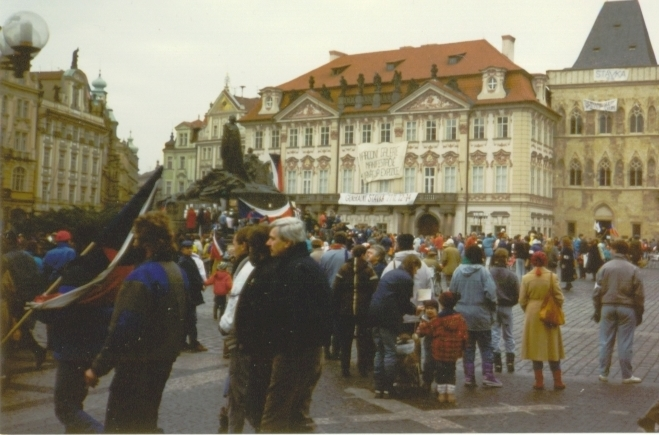
民主化を求めるプラハ市内のデモ

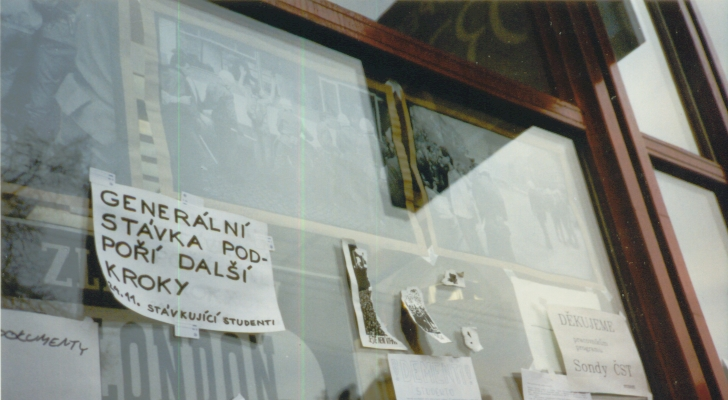
ストライキ突入を告げる張り紙を出した商店

### 1989年11月20日
- 大学および劇場のストライキが無期限ストに移行した。プラハではデモ参加者が10万人規模に達し、ブラチスラヴァでも市民による初の大衆デモが行われた。
- チェコの「市民フォーラム」がアダメッツ首相と非公式に折衝。アダメッツ自身は学生の要求に同調する考えを示したが、その後開かれた閣僚会議はこれを否定し、政府は一切の譲歩を拒否する公式声明を発表した。これに対し市民フォーラム側は政府に対する要求に「共産党の一党独裁廃止」の項目を加えた。
- 共産党の報道や見解を否定する非共産党系の地下系新聞が発行され始めた。

### 1989年11月21日
- 「市民フォーラム」とアダメッツ首相が初めて公式の折衝を行った。アダメッツは市民に対して官憲力による暴力が行使されないことを保証すると確約した。
- プラハやブラチスラヴァなどで大規模なデモが行われた。プラハでは、ストライキ中の学生や国立劇場俳優が、民主化を訴えるために市内外を巡回し、学生らは11月27日のゼネスト参加を市民に呼びかけた。
- アレクサンジェル・ドゥプチェクが失脚後初めて大衆の前で演説を行った。
- 国内主要都市で続く学生のデモに対し、チェコスロバキア・カトリック教会の枢機卿が支持を表明し政府を批判した。
- スロバキアの「暴力に反対する公衆」の会合で、共産党の主導的役割を定めた憲法を廃止する要求が初めて表明された。この要求は11月25日に起きた大規模デモで市民に支持され、スロバキア共産党はこれを受け入れた。
- 同日夜、ヤケシュ党第一書記は国営テレビ放送で演説を行い、「社会主義がチェコスロバキアの唯一の選択肢」として民主化グループを批判した。しかしヤケシュの強硬姿勢は、すでに国内情勢と乖離している印象を国民に与えた。この時ヤケシュは、共産党直属の民兵組織である人民民兵（LM : Lidové milice）部隊4000人を召集し、プラハ市内の民主化デモ鎮圧の指令を下していたが、指令は実行直前に中止された。

### 1989年11月22日
- チェコの「市民フォーラム」は、11月27日に2時間のゼネストを行うと発表した。
- 国営チェコスロバキアテレビ（ČST）プラハテレビ局は、初めてヴァーツラフ広場から民主化デモの生中継を行ったが、ドゥプチェクをたたえ、現政権を批判した市民は即座にカメラの前から引き離された。一方ČSTブラチスラヴァテレビ局は、職員がストライキを構えた上で、放送局幹部に対し国内情勢に関する真実の報道を行うよう要求。ブラチスラヴァ市内のデモが無検閲で生中継された。

### 1989年11月23日
- ČSTの夕方のニュースは、デモに参加した工場労働者が、首都プラハの共産党最高幹部であるプラハ市党委員会のミロスラフ・シチェパン第一書記を野次る様子を伝えた。
- チェコスロバキア人民軍（ČSLA, Československá lidová armáda）は、民主化要求のデモを武力制圧する部隊の準備が整ったことを共産党指導部に報告したが、国防大臣はその直後テレビで「陸軍は決してチェコスロバキア国民に対して武力行動は起こさない」と演説した。
- チェコスロバキア駐留ソ連軍司令部は、チェコスロバキア国内の事態に対し武力介入をしないと発表した。

### 1989年11月24日
- フサーク大統領とミロシュ・ヤケシュ第一書記らチェコスロバキア共産党幹部全員が辞任し、共産党政権が事実上崩壊した。ヴァーツラフ広場で「市民フォーラム」代表のハヴェルが勝利宣言を行った。
- ČSTは「市民フォーラム」が呼びかけた27日のゼネストの計画を報道し、ハヴェルの演説を初めて放送した。また17日以降の一連の民主化運動の映像も公開したほか、テレビ局もゼネストに参加する予定であると伝えた。
- ČSTブラチスラヴァテレビ局は、民主化勢力の代表者との討論番組を放送した。これはチェコスロバキアのテレビ史上初の自由討論番組となり、結果としてスロバキアの報道界は民主化勢力寄りに軸足を移した。

### 1989年11月25日
- ヤケシュ辞任に伴うチェコスロバキア共産党の新執行部が記者会見を行った。しかし民主化勢力側の要求を取り上げない姿勢を示したため、国民の間に新執行部に対する失望感が広がった。同日午後にはプラハ市党委員会のシチェパン第一書記が辞任した。
- 民主化デモの参加者はこの日、プラハで推定80万人、ブラチスラヴァで過去最高の10万人に達した。

### 1989年11月26日
- アダメッツ首相が初めてハヴェルと会見した。
- スロバキア共産党機関紙「プラウダ」の編集部は、民主化支持の姿勢を表明した。

### 1989年11月27日
- 全国民の75%が参加したゼネストが正午から午後2時まで国内全土で行われた。
- 連邦政府文化省は、反共主義に関する文書などを対象にした国家検閲を廃止すると発表した。1週間以上続いた大規模な民主化デモはいったん収束した。

### ゼネスト後の動き
大学生や国立劇場俳優のストライキはこのあと12月29日まで続いた。この間、チェコスロバキア共産党と「市民フォーラム」および「暴力に反対する公衆」による実務者協議が始まり、円滑な体制転換についての折衝が重ねられた結果、共産党の一党独裁放棄と複数政党制の導入を行うことで双方が妥結。複数政党制による連邦議会総選挙の結果、チェコでは「市民フォーラム」が、スロバキアでは「暴力に反対する公衆」が第一党となり、ドゥプチェクが連邦会議議長、ハヴェルが大統領に就任し、12月に非共産党系による新政権が発足した。
一方同月には、治安部隊によるプラハ市内のデモ隊弾圧の容疑でプラハ市共産党委員会の元第一書記、ミロスラフ・シチェパンが逮捕され、かつて政治犯としてハヴェルが収監されたことがあるチェコ・プルゼニ市近郊のボリー収容所に収監された。のちにシチェパンは1988年に行ったデモ弾圧の権力乱用の罪で、懲役2年6月の判決を受けた。
革命の副産物として、1948年の共産化以来チェコスロバキアを離れていた名指揮者のラファエル・クーベリックが、ハヴェルの強い要請を受けて帰国した。クーベリックは当時持病の関節炎や痛風の悪化に加え、作曲家としての活動に専念するため指揮者としては引退していたが、1990年のプラハの春国際音楽祭でスメタナの「わが祖国」全曲をチェコ・フィルハーモニー管弦楽団を指揮して演奏し、奇跡の復活を遂げた。なお、この際にクーベリックはチェコ・フィルハーモニー交響楽団から終身名誉指揮者の称号を授与されている。

## 影響
全体主義体制を敷いた共産党政権が崩壊した後のチェコスロバキア連邦議会では、連邦国家の枠組みに対するチェコ人議員とスロバキア人議員の認識の相違が表面化した。
それまで形式的存在に過ぎなかったチェコとスロバキアの両共和国政府が連邦政府からの権限委譲を受けて存在感を増す中、チェコスロバキアを「一体不可分の単一国家」とみなすチェコ人議員と、「対等な2国による連合国家」とみなすスロバキア人議員の間で国名の変更や市場経済への移行政策などをめぐって主張が対立した。
しかし1992年の連邦議会総選挙後、チェコではヴァーツラフ・クラウス率いる市民民主党が、スロバキアではヴラジミール・メチアルの民主スロバキア運動が第一党となり、連邦解消をめぐり政界内で議論が繰り返された結果、クラウスとメチアルのトップ会談を経て1993年1月1日午前0時にチェコ共和国とスロバキア共和国による連邦制は解消された。連邦解体の過程で内戦になったユーゴスラビアと対照的に、チェコとスロバキアは平和的に分離したことから民主化時の「ビロード革命」にちなんで「ビロード離婚（velvet divorce）」と呼ばれることがある。